# キス (韓国の音楽グループ)
K.I.S.S（Kiss、キス）は、韓国の女性歌手Mini、Jini、Umjiの3人による音楽グループ、バンドである。

## 概要
2002年、彼女らのファーストシングル「여자 이니까（ヨジャイニカ、英題：Because I'm A Girl、和訳：女の子だから）」が大ヒットとなった。「愛のためなら何でも犠牲にする」という内容のミュージックビデオが、人々に感動を与えたためである。このビデオはインターネットを通じて世界中で知れるようになり、世界的に有名なミュージックビデオとなった。
しかし、メンバーの口論をきっかけに解散を宣言。2人は音楽活動を休止しているが、韓国系アメリカ人のJiniは、現在アメリカでの音楽活動復帰に意欲を見せている。